# Joseph Alessi

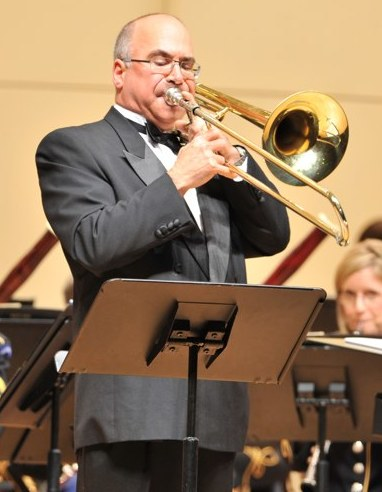
Joseph Alessi

Joseph „Joe“ Alessi Jr. (* 1959 in Detroit (Michigan), USA) ist ein US-amerikanischer, vorwiegend klassischer Posaunist. Er ist seit 1985 Soloposaunist der New Yorker Philharmoniker und Lehrer an der Juilliard School.

## Leben
Joseph Alessi Jr. wurde 1959 in Detroit geboren und besuchte die High School in San Rafael (Kalifornien). Sein Vater, Joseph Alessi Sr. war ein professioneller Trompeter und seine Mutter sang im Chor der Metropolitan Opera. Sein Vater unterrichtete ihn im Posaunenspiel, was dazu führte, dass er bereits mit 16 Jahren das Vorspiel für das Orchester des San Francisco Ballet gewann. Ein Jahr später schrieb er sich im Curtis Institute of Music in Philadelphia ein, wo er zwischen 1977 und 1980 studierte.
Während seines dritten Jahres am Curtis wurde er von einem seiner Lehrer (M. Dee Stewart) gefragt, ob er dessen Platz im Philadelphia Orchestra als zweiter Posaunist vorübergehend besetzen wolle. Alessi gewann daraufhin auch das offizielle Vorspiel, womit er die Position definitiv erhielt. Nach einigen Jahren in diesem Orchester wechselte er für eine Saison zum Montreal Symphony Orchestra, bevor er das Vorspiel als Soloposaunist der New Yorker Philharmoniker im Frühling 1985 gewann.
1990 gab Joseph Alessi sein Debüt als Solist der New Yorker Philharmoniker mit dem Werk Fantasy for Trombone von Paul Creston. 1992 spielte er die Uraufführung des Trombone Concerto von Christopher Rouse, das sogar einen Pulitzer-Preis gewann.
Joseph Alessi besetzt eine feste Lehrposition an der renommierten Juilliard School in New York und er bietet jeden Sommer einen zehntägigen Intensivworkshop an, der unter dem Namen „Alessi Seminar“ bekannt ist.
2002 wurde er mit dem jährlichen Preis der International Trombone Association ausgezeichnet.

## Spielstil
Joseph Alessis Posaunenspiel wird oft für seine Musikalität gelobt. Es verfügt über eine vielseitige Klangqualität und technische Kontrolle. Er verkörpert den amerikanischen Stil mit einem klaren, singenden Ton und einem leichten Vibrato. Sein Klang wird durch ein großes Instrument unterstützt, eine S.E.Shires, Alessi Modell und einem Mundstück nach eigenem Design (ähnlich einem Bach 3G). Sein Spielrepertoire umfasst die ganze Bandbreite von Barock bis zu modernen Komponisten.

## Diskographie
Eine Auswahl von Aufnahmen mit Joseph Alessi:
- Illuminations, Joe Alessi mit dem University of New Mexico Wind Symphony
- Four of a Kind 2, Take Me Out to the Ball Game, Joe Alessi, Blair Bollinger, Scott Hartman und Mark Lawrence, Summit Records
- Trombonastics, Summit Records
- An American Celebration; Volume II mit einer Liveaufnahme des Rouse Concerto zusammen mit den New Yorker Philharmonikern, New York Philharmonic Special Editions
- New York Legends, Joseph Alessi, Principal Trombone, New York Philharmonic, 1998, Cala Records, Ltd
- Slide Area, Joe Alessi zusammen mit Jonathan Feldman (Klavier) 1992, Summit Records
- Fandango, Joseph Alessi, Jr. zusammen mit Philip Smith (Trompete) von den New Yorker Philharmonikern und mit dem University of New Mexico Wind Symphony, Summit Records
- Four of a Kind, Music for Trombone Quartet, Joe Alessi, Blair Bollinger, Scott Hartman und Mark Lawrence, Summit Records
- Beyond the End of the Century, Joseph Alessi und Jonathan Feldman (Klavier), Summit Records, DCD-123
- Trombones Under the Tree, Summit Records
- Song of Exuberance, 2001, Metro Brass
- Collage, the New York Trombone Quartet Plays!, Joseph Alessi, Edward Neumeister und James Pugh